# Llanfoist Fawr
Llanfoist Fawr är en community i Storbritannien.   Den ligger i kommunen Monmouthshire och riksdelen Wales, i den södra delen av landet, 200 km väster om huvudstaden London.
Communityn omfattar byarna Llanfoist (som ingår i tätorten Abergavenny), Govilon, Llanwenarth och Llanellen.